# (4495) Dassanowsky
(4495) Dassanowsky – planetoida z zewnętrznej części głównego pasa planetoid okrążająca Słońce w ciągu 7,87 lat w średniej odległości 3,96 au. Odkryli ją dwaj japońscy astronomowie amatorzy Masaru Arai i Hiroshi Mori 6 listopada 1988 roku w Yorii. Została nazwana na cześć Elfi von Dassanowsky (1924–2007) – urodzonej w Austrii śpiewaczki, pianistki i producentki filmowej, która zajmowała się też promocją sztuki i pomocą humanitarną.